# William S. Johnson
William S. Johnson (Stratford, 1727. október 7. – Stratford, 1819. november 14.) az Amerikai Egyesült Államok szenátora (Connecticut, 1789–1791).